# مارك فرنسيس (لاعب كرة قدم)
مارك فرنسيس (بالإنجليزية: Mark Francis)‏ (12 ديسمبر 1994 في المملكة المتحدة - ) هو لاعب كرة قدم بريطاني في مركز جناح ‏. لعب مع سويندون تاون وA.F.C. Totton ‏ وتشبنهام تاون وديكوت تاون ‏ وفروم تاون ‏.

## وصلات خارجية
- مارك فرنسيس على موقع قاعدة بيانات كرة القدم.إي يو (الإنجليزية)
- مارك فرنسيس على موقع Soccerbase.com (لاعب) (الإنجليزية)
- مارك فرنسيس على موقع Soccerway.com (الإنجليزية)